# Henleophytum
Henleophytum es un género monotípico de plantas con flores  perteneciente a la familia Malpighiaceae. Su única especie: Henleophytum echinatum (Griseb.) Small, es originaria de Cuba. El género fue descrito por Gustav Karl Wilhelm Hermann Karsten  y publicado en Florae Columbiae terraumque adjacentium specimina selecta in peregrinatione duodecim annorum observata delineavit et descripsit 1: 158, en el año 1861.

## Descripción
Es una enredadera leñosa delgada; con las hojas generalmente con dos glándulas pequeñas incrustadas en el margen de la lámina cerca de su base (que en ocasiones aparece sobre el pecíolo, cuando la lámina es decurrente ). Las inflorescencias están  ramificadas. El fruto es seco.

## Distribución y hábitat
Se encuentra sólo en Cuba , entre matorrales en piedra caliza suelta o cerca de la costa del Mar Caribe.

## Etimología
El género Henlea fue nombrado en honor de J.Henle (1809-1885), profesor de medicina en la Universidad de Göttingen, donde fue profesor August Heinrich Rudolf Grisebach. Henleophytum es simplemente el nombre Henlea con la adición de la palabra griega para la planta, phytum.

## Sinonimia
- Henlea echinata Griseb. basónimo[1]